# PyMOL
PyMOL是一个开放源码，由使用者贊助的分子三维结构显示软件。由Warren Lyford DeLano编写，並且由DeLano Scientific LLC將它商業化。DeLano Scientific LLC是一個私人的軟體公司，它致力於創造讓普遍的科學與教育社群都能取得的好用軟體工具。
PyMOL适用于创作高品質的小分子或是生物大分子（特别是蛋白質）的三维结构圖像。軟體的作者宣称，在所有正式发表的科學文獻中的蛋白質結構圖像中，有四分之一是使用PyMOL來製作。
PyMOL是少數可以用在結構生物学领域的开放源代码視覺化工具。
軟體以Py+MOL命名：“Py”表示它是由一种计算机语言Python所衍生出來的，“MOL”表示它是用于显示分子（英文为molecule）结构的软件。

## 商业化举措
自2006年8月1日起，DeLano Scientific對於事先編譯過的PyMOL執行程式（包括beta版）的取得採取限定下載的措施。
目前，完全无限制的可執行程序只有付費用戶可以取得。学生和教师可以通过一项声明来取得教育版PyMOL以用于教学和其它受限制的领域。用户还可以在一定时间内免费使用评估版本，以便于决定是否购买该软件。
PyMOL的源代碼目前仍可以免費下载，供使用者编译。對於Linux、Unix以及Mac OS X等操作系统，非付费用户可以通过自行编译源代碼来获得PyMOL執行程式；而对于Windows的使用者，如果不安装第三方软件，则无法编译源代碼。這表示使用Windows的用户取得新版PyMOL（PyMOL1.0及之后的版本）執行程式的方式就是成為付費會員，或者使用第三方软件（如Cygwin）进行编译。

## 类似软件
- VMD
- Gabedit
- Molden
- Moleke
- Molecular modelling
- Jmol
- RasMol
- WHAT IF software
- Cn3D

## 外部連結
- PyMOL主页（页面存档备份，存于）
- PyMOL Wiki（页面存档备份，存于）
- DeLano Scientific LLC（页面存档备份，存于）
- Protein alignment program coupled with PyMOL（页面存档备份，存于）
- Molecular movie-making with PyMOL